# Saison 2005 de l'équipe cycliste T-Mobile
L'Équipe cycliste T-Mobile participait en 2005 au ProTour nouvellement créé.

## Effectif
| Cycliste             | Date de naissance | Nationalité | Équipe 2004                |
| -------------------- | ----------------- | ----------- | -------------------------- |
| Rolf Aldag           | 25.08.1968        | Allemagne   |                            |
| Eric Baumann         | 21.03.1980        | Allemagne   |                            |
| Marcus Burghardt     | 30.06.1983        | Allemagne   | néo-pro                    |
| Bastiaan Giling      | 04.11.1982        | Pays-Bas    | Rabobank Continental       |
| Giuseppe Guerini     | 14.02.1970        | Italie      |                            |
| Torsten Hiekmann     | 17.03.1980        | Allemagne   |                            |
| Sergueï Ivanov       | 05.03.1975        | Russie      |                            |
| Matthias Kessler     | 16.05.1979        | Allemagne   |                            |
| Andreas Klier        | 15.01.1976        | Allemagne   |                            |
| Andreas Klöden       | 22.06.1975        | Allemagne   |                            |
| Bernhard Kohl        | 04.01.1982        | Autriche    | Rabobank Continental       |
| Tomáš Konečný        | 11.10.1973        | Tchéquie    |                            |
| André Korff          | 04.06.1973        | Allemagne   |                            |
| Francisco José Lara  | 25.02.1977        | Espagne     | Paternina-Costa de Almería |
| Daniele Nardello     | 02.08.1972        | Italie      |                            |
| Olaf Pollack         | 20.09.1973        | Allemagne   | Gerolsteiner               |
| Jan Schaffrath       | 17.09.1971        | Allemagne   |                            |
| Bram Schmitz         | 23.04.1977        | Pays-Bas    |                            |
| Stephan Schreck      | 15.07.1978        | Allemagne   |                            |
| Óscar Sevilla        | 29.09.1976        | Espagne     | Phonak                     |
| Tobias Steinhauser   | 27.01.1972        | Allemagne   |                            |
| Jan Ullrich          | 02.12.1973        | Allemagne   |                            |
| Alexandre Vinokourov | 16.09.1973        | Kazakhstan  |                            |
| Christian Werner     | 28.06.1979        | Allemagne   |                            |
| Steffen Wesemann     | 11.03.1971        | Allemagne   |                            |
| Sergueï Yakovlev     | 21.04.1976        | Kazakhstan  |                            |
| Erik Zabel           | 07.07.1970        | Allemagne   |                            |

## Victoires
| Date       | Course                                   | Pays        | Classe | Vainqueur            |
| ---------- | ---------------------------------------- | ----------- | ------ | -------------------- |
| 24/04/2005 | Liège-Bastogne-Liège                     | Belgique    | PT     | Alexandre Vinokourov |
| 01/05/2005 | Grand Prix de Francfort                  | Allemagne   | 1.HC   | Erik Zabel           |
| 29/05/2005 | 5e étape du Tour de Bavière              | Allemagne   | 2.HC   | Andreas Klöden       |
| 02/06/2005 | 1re étape du Tour de Luxembourg          | Luxembourg  | 2.HC   | Eric Baumann         |
| 05/06/2005 | 4e étape du Tour de Luxembourg           | Luxembourg  | 2.HC   | Bram Schmitz         |
| 08/06/2005 | 4e étape du Critérium du Dauphiné libéré | France      | PT     | Alexandre Vinokourov |
| 12/06/2005 | 2e étape du Tour de Suisse               | Suisse      | PT     | Jan Ullrich          |
| 23/06/2005 | Championnat de Russie sur route          | Russie      | CN     | Sergueï Ivanov       |
| 25/06/2005 | Championnat du Kazakhstan sur route      | Kazakhstan  | CN     | Alexandre Vinokourov |
| 13/07/2005 | 11e étape du Tour de France              | France      | PT     | Alexandre Vinokourov |
| 22/07/2005 | 19e étape du Tour de France              | France      | PT     | Giuseppe Guerini     |
| 24/07/2005 | 21e étape du Tour de France              | France      | PT     | Alexandre Vinokourov |
| 22/08/2005 | 8e étape du Tour d'Allemagne             | Allemagne   | PT     | Jan Ullrich          |
| 02/09/2005 | 4e étape du Tour de Grande-Bretagne      | Royaume-Uni | 2.1    | Sergueï Ivanov       |
| 09/10/2005 | Paris-Tours                              | France      | PT     | Erik Zabel           |

## Classements UCI ProTour

### Individuel
| Rang | Coureur              | Points |
| ---- | -------------------- | ------ |
| 4    | Jan Ullrich          | 140    |
| 6    | Alexandre Vinokourov | 136    |
| 23   | Erik Zabel           | 86     |
| 46   | Andreas Klier        | 46     |
| 70   | Óscar Sevilla        | 33     |
| 119  | Steffen Wesemann     | 11     |
| 132  | Sergueï Ivanov       | 6      |
| 145  | Giuseppe Guerini     | 4      |
| 155  | Andreas Klöden       | 2      |

### Équipe
L'équipe T-Mobile a terminé à la 14e place avec 244 points.